# Atsushi (prénom)
Atsushi (あつし) est un prénom japonais masculin.

## Personnalités
- Atsushi, chanteur japonais
- Atsushi Abe, doubleur japonais
- Atsushi Aoki, catcheur japonais
- Atsushi Arai, joueur de water-polo japonais
- Atsushi Hachisu, écrivain et critique japonais
- Atsushi Harada, acteur japonais
- Atsushi Imaruoka, doubleur japonais
- Atsushi Kato, joueur de go
- Atsushi Kisaichi, doubleur japonais
- Atsushi Kotoge, catcheur japonais
- Atsushi Maruyama, catcheur japonais
- Atsushi Miyagi, joueur de tennis japonais
- Atsushi Miyata, joueur de shogi japonais
- Atsushi Miyauchi, doubleur japonais
- Atsushi Nakajima, écrivain japonais
- Atsushi Obata, rameur japonais
- Atsushi Ōkubo, auteur du manga Soul Eater
- Atsushi Onita, catcheur japonais
- Atsushi Sakai, catcheur japonais
- Atsushi Sakate, rugbyman japonais
- Atsushi Sakurai, musicien japonais
- Atsushi Sato, athlète japonais
- Atsushi Sawada, skieur alpin japonais
- Atsushi Tamaru, doubleur japonais
- Atsushi Yamamoto, athlète paralympique japonais
- Atsushi Yonezawa, footballeur japonais